# Normalisierte Zahl
In angewandter Mathematik ist eine Zahl normalisiert, wenn sie in wissenschaftlicher Notation mit einer Stelle ungleich 0 vor dem Komma ist. Daher wird eine reelle Zahl wie folgt in normalisierter wissenschaftlicher Notation geschrieben:
{\displaystyle \pm d_{0},d_{1}d_{2}d_{3}\dots \times 10^{n}}
wobei n eine Ganze Zahl ist, {\textstyle d_{0},d_{1},d_{2},d_{3},\ldots ,} die Zahlzeichen der Ziffern zur Basis 10 sind und {\displaystyle d_{0}}nicht Null ist. Das heißt, die führende Ziffer (d. h. ganz links) ist nicht Null und wird vom Dezimalkomma gefolgt. Einfach gesagt ist eine Zahl normalisiert, wenn sie in der Form a × 10n ohne führende Nullen geschrieben wird. Das ist die Standardform der wissenschaftlichen Notation. Eine Alternative ist, die erste signifikante Stelle ungleich 0 nach dem Dezimalkomma zu schreiben.

## Beispiele
Als Beispiel ist die normalisierte Form von 918,082
{\displaystyle 9{,}18082\times 10^{2},}
wobei die Zahl −0,00574012 in normalisierter Form lautet
{\displaystyle -5{,}74012\times 10^{-3}.}

## Andere Basen
Dieselbe Definition gilt auch, wenn die Zahl in einem Stellenwertsystem (also Basis einer Aufzählung) als 10 steht.
In der Basis b hat eine normalisierte Zahl folgende Form:
{\displaystyle \pm d_{0},d_{1}d_{2}d_{3}\dots \times b^{n},}
wobei auch hier {\textstyle d_{0}\neq 0,} und die Ziffern  {\textstyle d_{0},d_{1},d_{2},d_{3},\ldots ,} Ganze Zahlen zwischen 0 und {\displaystyle b-1} sind.
In vielen Computersystemen werden binäre Gleitkommazahlen intern in dieser normalisierten Form zur Darstellung verwendet. Obwohl das Komma als gleitend bezeichnet wird, für eine normalisierte Gleitkommazahl ist seine Position feststehend. Die Verschiebung zeigt sich in den verschiedenen Werten des Exponenten.

## Einzelnachweis
1. ↑  Daniel Fleisch, Julia Kregenow: A Student's Guide to the Mathematics of Astronomy. Cambridge University Press, 2013, ISBN 978-1-107-29255-0, S. 35, bibcode:2013sgma.book.....F (google.com).